# Fredric Jameson
Fredric Ruff Jameson (Cleveland, 14 aprile 1934 – Killingworth, 22 settembre 2024) è stato un critico letterario statunitense.
Jameson è conosciuto per le sue analisi sulle correnti culturali dell'età contemporanea: ha descritto il postmoderno come una spazializzazione della cultura sotto la pressione del capitalismo organizzato.

## Biografia
Jameson è nato a Cleveland, nello stato americano dell'Ohio. Dopo essersi laureato presso l'Haveford College nel 1954, per un breve periodo ha viaggiato in Europa, studiando ad Aix-en-Provence, Monaco e Berlino, dove fu influenzato dai nuovi sviluppi della filosofia, in particolare dal nascente strutturalismo. Ritornato in America, l'anno seguente fu ammesso in un programma di Ph.D. a Yale, dove studiò con Erich Auerbach. Divenne a sua volta uno studioso e professore universitario.

## Opere giovanili
L'influenza di Auerbach si sarebbe dimostrata duratura sul pensiero di Jameson. Gli interessi di Auerbach erano radicati nella tradizione della filologia tedesca (collegata a Leo Spitzer e a Ernst Robert Curtius): i suoi lavori sulla storia dello stile analizzavano la forma letteraria all'interno della storia sociale. Jameson seguì i passi del suo maestro esaminando le articolazioni di storia, filologia e filosofia nell'opera di Jean-Paul Sartre come tesi di dottorato poi pubblicata con il titolo Sartre: the Origins of a Style (1961). La tesi si concentrava sugli aspetti stilistici delle opere di Sartre e sulla relazione fra lo stile e le posizioni etiche e politiche del filosofo francese. Gli aspetti marxiani delle teorie di Sartre non erano affrontati, ma Jameson tornò a occuparsene in seguito.
La tesi dottorale di Jameson, anche se era allineata a una lunga tradizione di analisi culturale tipica in Europa, differiva profondamente dall'impostazione critica tipica delle università americane, influenzata dall'empirismo e dal positivismo logico in filosofia e linguistica e dal formalismo del New Criticism in letteratura. Nonostante ciò, la sua opera gli fruttò un posto all'Università di Harvard, a Boston, dove insegnò per la prima metà degli anni sessanta.

## Ricerche sul marxismo
Gli studi su Sartre spinsero Jameson a intensificare l'analisi delle teorie letterarie marxiste. La filosofia di Karl Marx stava acquisendo una notevole influenza negli Stati Uniti, anche a causa dell'immigrazione di numerosi intellettuali europei fuggitivi durante la seconda guerra mondiale, tuttavia le opere critico-letterarie di impostazione marxista erano largamente sconosciute dall'accademia americana fra la fine degli anni cinquanta e l'inizio dei sessanta. L'interesse di Jameson per il marxismo fu anche alimentato dalle sue connessioni politiche con la New Left americana e con il movimento pacifista. Le sue ricerche si concentrarono su pensatori come Kenneth Burke, Gyorgy Lukács, Ernst Bloch, Theodor Adorno, Walter Benjamin, Herbert Marcuse, Louis Althusser e Sartre che consideravano la critica letteraria come critica della cultura, fondamentale per la teoria marxista. Questa posizione rappresentava una rottura anche con il marxismo-leninismo più ortodosso che ha una visione ristretta al materialismo storico.
Dopo essersi trasferito all'Università della California a San Diego nel 1967, Jameson pubblicò infatti Marxism and Form: Twentieth-Century Dialectical Theories of Literature (1971). Jameson, insieme ad altri critici marxisti come Terry Eagleton, si preoccupò di collegare il pensiero marxista alle correnti filosofiche e letterarie contemporanee. Mentre l'ideologia marxista più ortodossa vedeva la cultura solo come sovrastruttura determinata dal modo di produzione economico, il marxismo europeo aveva analizzato criticamente i fenomeni storici e sociali in parallelo a quelli economici, politici e delle relazioni di classe. La sovrastruttura manifestava una sua autonomia dalla struttura e persino una capacità d'incidere dialetticamente su quest'ultima. In particolare, Adorno derivava da Marx e Hegel la necessità d'una critica immanente della cultura. Bisognava infatti avvicinarsi al testo tenendo conto dei presupposti interpretativi forniti dal testo stesso.

## Analisi dello strutturalismo
Nello stesso tempo, Jameson studiò la principale corrente alternativa all'analisi marxista, che andava prendendo forma in Europa: la teoria strutturalista del linguaggio e della letteratura, derivata dal formalismo russo. Diede alle stampe The Prison-House of Language: a Critical Account of Structuralism and Russian Formalism (1972). Anche questa volta tendeva a polemizzare con aspetti egemonici della critica letteraria accademica che Jameson percepiva come distaccati dalla realtà. Egli criticava sia il fatto di considerare l'opera d'arte come oggetto completamente separato dal suo contesto di produzione, per mezzo di un'esaltazione dell'artista di stampo umanistico, sia il formalismo anti-storicistico derivato da un'interpretazione restrittiva del metodo strutturalista.
Secondo Jameson, entrambi gli approcci non erano in grado di determinare la natura degli elementi chiave sui quali si basa la produzione e il consumo di opere d'arte nell'epoca contemporanea. Jameson, come in molti suoi precedenti lavori, affermava che gli oggetti culturali vanno compresi e analizzati secondo regole culturali. Secondo la sua teoria, analisi accurate e dettagliate delle pratiche culturali avrebbero rivelato che l'arte è radicata in una realtà economica.
Le opere di Jameson, durante gli anni settanta, continuarono ad approfondire questa impostazione, con un approccio molto sfaccettato al testo letterario, che combinava lo studio di generi e autori contemporanei che non erano quasi mai stati oggetto di discussioni teoretiche, come la fantascienza, Raymond Chandler e, in particolare, Wyndham Lewis (che veniva analizzato in Fables of Aggression: the Modernist as Fascist, 1972), con il modernismo e la storia della letteratura.

## Narrativa e storia
La storia cominciò a giocare un ruolo sempre più importante nell'interpretazione data da Jameson al consumo (la lettura) e alla produzione (la scrittura) di testi letterari. Jameson si concentrò pienamente sulla filosofia hegeliana e marxista, pubblicando The Political Unconscious: Narrative as a Socially Symbolic Act (1981), il cui slogan d'apertura fortemente invita a storicizzare sempre. L'Inconscio Politico prende come oggetto non il testo letterario in sé, ma la cornice interpretativa nella quale esso è letto. L'opera emerge come un manifesto per una nuova narrativa letteraria, nel quale la storia viene enfatizzata come l'orizzonte ultimo dell'analisi letteraria e culturale, prendendo in prestito nozioni dalla tradizione strutturalista, dai lavori sui cultural studies di Raymond Williams e unendoli con la visione marxista del lavoro come punto focale dell'analisi.
Le scelte artistiche degli autori, di solito viste in termini puramente estetici venivano riconsiderate in termini di "pratiche" storiche e letterarie, in un tentativo di sviluppare un inventario sistematico dei limiti imposti all'artista come soggetto creativo individuale. Il libro di Jameson cerca dunque di porre la critica letteraria marxista, centrata sulla nozione di modo di produzione artistico, come la più inclusiva e completa teoria per la comprensione della letteratura. Il lavoro ricompreso in questo libro servirà come base per un altro dei lavori più famosi di Jameson.

## La critica del postmodernismo
Postmodernism, or, The Cultural Logic of Late Capitalism (inizialmente sulla New Left Review nel 1984), fu pubblicato mentre Jameson insegnava letteratura e storia delle idee come professore ordinario all'Università di California di Santa Cruz. Questo controverso articolo, che più tardi sarebbe stato espanso alle dimensioni di un vero e proprio libro, era parte di una serie d'analisi del postmodernismo che Jameson aveva sviluppato nei suoi precedenti lavori sulla narrativa. Jameson qui vedeva lo scetticismo postmoderno verso la metanarrativa come un modo dell'esperienza derivante dalla condizione del lavoro intellettuale imposta dal modo di produzione tardo-capitalista.
La teoria postmodernista afferma che le complesse differenziazioni fra sfere o campi della vita (politica, sociale, culturale ecc.) e tra distinte classi e distinti ruoli in ogni campo sono state indebolite dalla crisi del fondazionalismo e dalla conseguente relativizzazione del principio di verità. Jameson critica tale impostazione e afferma che questi fenomeni possono essere spiegati con successo all'interno di una logica modernista. Il rifiuto, da parte dei fautori del postmodernismo, di comprendere queste argomentazioni implica un'improvvisa rottura dell'evoluzione dialettica del pensiero. Secondo Jameson, il fenomeno postmoderno della fusione di tutti i discorsi in un'unità indifferenziata è il risultato della colonizzazione della sfera culturale, che ha mantenuto una parziale autonomia durante la precedente fase storica, da parte del capitalismo multinazionale.
All'inizio degli anni novanta raccoglie diversi volumi di saggi: The Ideologies of Theory: Essays 1971-86 (diviso nei due volumi: Situations of Theory e Syntax of History, 1989), Late Marxism (1990, su Adorno), Signatures of the Visible (1991) e Geopolitical Aesthetic (1992, sul cinema). Seguendo le analisi che la Scuola di Francoforte aveva fatto sull'industria culturale, Jameson riprende e discute di fenomeni dell'architettura, del cinema, della narrativa e delle arti visuali, anche in termini strettamente filosofici.
Riprendendo Postmodernism come volume (1991, premio Lowell della Modern Language Association), l'analisi di Jameson tenta di dimostrare come il postmodernismo sia radicato nella storia e, per questo motivo, egli rigetta esplicitamente ogni opposizione di tipo moralistico alla postmodernità come fenomeno culturale, continuando a insistere sulla necessità d'una critica immanente di natura hegeliana. Il fatto che in quest'opera Jameson non neghi l'esistenza del postmodernismo alla radice fu comunque percepita come un implicito riconoscimento della visione postmoderna.
Le opere successive di Jameson hanno dissolto l'impressione che egli fosse orientato favorevolmente verso il pensiero postmodernista. Ancora una volta Jameson ha utilizzato Adorno per cercare una cornice teoretica per il marxismo dialettico. Egli ha ulteriormente sviluppato le sue linee di pensiero, straordinariamente coerenti, con Seeds of Time (1994) e Brecht and Method (1998). Quest'ultima pubblicazione era l'analisi del contesto politico e sociale esistente attorno a Bertolt Brecht. Una nuova antologia di scritti è stata The Cultural Turn. Selected Writings on the Postmodern: 1983-1998 (1998) e un nuovo saggio A Singular Modernity: Essay on the Ontology of the Present (2002).
Fra i lavori più recenti sono inclusi anche Archaeologies of the Future: the Desire Called Utopia and other Science-Fictions (2005), uno studio dell'utopia e della fantascienza e The Modernist Papers (2007), un'antologia lungamente attesa di saggi sul modernismo, e Valences of the Dialectic (2009), che include risposte critiche dello studioso a filosofi come Slavoj Žižek, Gilles Deleuze e altri. Del 2008 è la prima monografia italiana interamente dedicata a Jameson, scritta da Marco Gatto, dal titolo Fredric Jameson. Neomarxismo, dialettica e teoria della letteratura (prefazione di Margherita Ganeri, Rubbettino ISBN 978-88-498-2151-2).
L'ultima apparizione pubblica registrata di Fredric Jameson è stata al convegno internazionale Fredric Jameson. Dialoghi, prospettive, cartografie (Roma, 28 e 29 maggio 2024), organizzato da Daniele Balicco e Giuseppe Episcopo. Il video si può vedere qui: https://www.youtube.com/watch?v=jI_lUxjCxrQ

## Opere tradotte in italiano
- Marxismo e forma: teorie dialettiche della letteratura nel 20.mo secolo, trad. Renzo Piovesan e Maria Zorino, a cura di Giancarlo Mazzacurati, introduzione di Franco Fortini, Liguori, Napoli, 1975
- Le narrazioni magiche: il romance come genere letterario, a cura di Alessandro Gebbia, Lerici, Cosenza, 1978
- La prigione del linguaggio: interpretazione critica dello strutturalismo e del formalismo russo, trad. Giovanna Franci, Cappelli, Bologna 1982
- Il postmoderno, o la logica culturale del tardo capitalismo, trad. Stefano Velotti, Garzanti, Milano 1989
- L'inconscio politico: il testo narrativo come atto socialmente simbolico, trad. Libero Sosio, Garzanti, Milano 1990
- Tardo marxismo: Adorno, il postmoderno e la dialettica, trad. Paola Russo, Manifestolibri, Roma 1994
- Firme del visibile: Hitchcock, Kubrick, Antonioni, trad. Daniela Turco, a cura di Gabriele Pedullà, Donzelli, Roma 2003
- Una modernità singolare: saggio sull'ontologia del presente, introduzione di Carla Benedetti, Sansoni, Milano 2003
- Il desiderio chiamato utopia, trad. Giancarlo Carlotti, Feltrinelli, Milano 2007
- Postmodernismo, ovvero La logica culturale del tardo capitalismo, trad. Massimiliano Manganelli, prefazione dell'autore all'edizione italiana, postfazione di Daniele Giglioli, Fazi, Roma 2007
- La lettera rubata di Marx, in Jacques Derrida e altri, Marx & Sons. Politica, spettralità, decostruzione, Mimesis, Milano 2008.
- Brecht e il metodo, a cura di Giuseppe Episcopo, Cronopio, Napoli 2008
- Raymond Chandler. L'indagine della totalità, a cura di Giuseppe Episcopo, Cronopio, Napoli 2018
- Dossier Benjamin, a cura di Massimo Palma, trad. it. di Flavia Gasparetti, Treccani, Roma, 2022